# Memoria genética
La memoria genética o atávica es un concepto que describe una variedad de procesos en biología y psicología por la cual el material genético confiere una memoria de la historia de un individuo o una especie. Puede referirse al código genético del ADN, cambios epigenéticos del material genético, la herencia de instintos, o la memoria racial en psicología.También es definida en habilidades complejas y sostificadas de conocimiento que son heredados con otras características físicas y comportamiento.

## Biología
En biología, la memoria está presente si el estado de un sistema biológico depende de su historia pasada además de las condiciones actuales. Si esta memoria está grabada en el material genético y se establece herencia a través de la división celular (mitosis o meiosis), es considerada genética.
En genética de poblaciones y evolución, la memoria genética representa la historia grabada de los cambios adaptativos en una especie. La selección de organismos que poseen códigos genéticos para la producción de proteínas mejor adaptadas resulta en la evolución de las especies. Un ejemplo de esta memoria genética es la respuesta inmune innata que representa una pervivencia de la historia de los patógenos virales y microbiales con los que nos enfrentamos durante la historia evolutiva de las especies. La respuesta inmune innata está presente desde el nacimiento y no requiere que el sistema inmune aprenda a reconocer ciertos antígenos.
En la historia de las teorías evolutivas, la propuesta memoria genética de las experiencias e influencias ambientales de un individuo fue una parte central del lamarquismo para explicar la herencia de cambios evolutivos.

## Psicología
En psicología, la memoria genética es una memoria presente desde el nacimiento que existe en ausencia de experiencia sensorial, y que es incorporada al genoma a lo largo de largos periodos de tiempo. Está basado en la idea de que experiencias comunes de una especie acaban incorporadas en su código genético, no por un proceso lamarquiano que codifica memorias específicas sino como una más vaga tendencia a codificar una predisposición a responder de cierto modo a ciertos estímulos. Esta teoría es invocada para explicar la memoria racial postulada por Carl Jung, y diferenciada de la memoria cultural, que consiste en la retención de hábitos, costumbres, mitos y artefactos por los grupos sociales. Esta última sería posterior a la memoria genética en la evolución de la especie humana, apareciendo solamente tras el desarrollo del lenguaje, y por tanto de la posibilidad de la transmisión de las experiencias.Nuestro comportamiento está influido por nuestra constitución genética y el ambiente en el que vivimos.
Tanto el medio ambiente como la interacción social, puede ser el facilitador para desarrollar las características heredadas de nuestros padres.

## Literatura
El concepto de memoria genética ha sido recogido, ampliado y utilizado en numerosas obras de la literatura y audiovisuales de ciencia ficción. Partiendo de un lamarckismo exagerado, presupone que los individuos no solo podrían adquirir o mejorar caracteres físicos durante su vida y transmitirlos a su descendencia, sino que también la personalidad y las experiencias del individuo podrían ser incorporadas a su código genético. De ese modo, un individuo arrastraría tras de sí las memorias y personalidades de sus antepasados, y que esta podría ser recuperada, ya sea por una surgencia inconsciente o por el uso de una tecnología o adiestramiento adecuados. Este concepto es utilizado como parte de la trama principal del videojuego Assassin's Creed y como parte de la saga de ciencia ficción Dune, También en la serie de películas Underworld la memoria se transmite a través de la sangre.